# Городское поселение посёлок Эсэ-Хайя
Городско́е поселе́ние посёлок Эсэ-Хайя — муниципальное образование в Верхоянском районе Якутии Российской Федерации.
Административный центр — пгт Эсэ-Хайя.

## История
Статус и границы городского поселения установлены Законом Республики Саха (Якутия) от 30 ноября 2004 года N 173-З N 353-III «Об установлении границ и о наделении статусом городского и сельского поселений муниципальных образований Республики Саха (Якутия)».

## Население
| 2011 | 2012 | 2013 | 2014 | 2015 | 2016 | 2017 |
| ---- | ---- | ---- | ---- | ---- | ---- | ---- |
| 235  | ↘232 | ↘212 | ↘200 | ↘199 | ↘192 | ↘189 |
| 2018 | 2019 | 2020 | 2021 | 2023 |      |      |
| ↘188 | →188 | ↘185 | ↘153 | ↗156 |      |      |

## Состав городского поселения
| № | Населённый пункт | Тип населённого пункта      | Население |
| - | ---------------- | --------------------------- | --------- |
| 1 | Эсэ-Хайя         | пгт, административный центр | ↗156      |